# Grundsjön (Vilhelmina socken, Lappland, 724526-151088)
Grundsjön är en sjö i Vilhelmina kommun i Lappland och ingår i Ångermanälvens huvudavrinningsområde. Sjön har en area på 0,101 kvadratkilometer och ligger 499 meter över havet.

## Delavrinningsområde
Grundsjön ingår i det delavrinningsområde (724537-151049) som SMHI kallar för Utloppet av Grundsjön. Medelhöjden är 509 meter över havet och ytan är 0,83 kvadratkilometer. Det finns inga avrinningsområden uppströms utan avrinningsområdet är högsta punkten. Vattendraget som avvattnar avrinningsområdet har biflödesordning 5, vilket innebär att vattnet flödar genom totalt 5 vattendrag innan det når havet efter 401 kilometer. Avrinningsområdet består mestadels av skog (14 procent) och sankmarker (47 procent). Avrinningsområdet har 0,1 kvadratkilometer vattenytor vilket ger det en sjöprocent på 12 procent.